# Ectropis proicyrta
Ectropis proicyrta är en fjärilsart som beskrevs av Louis Beethoven Prout 1932. Ectropis proicyrta ingår i släktet Ectropis och familjen mätare. Inga underarter finns listade i Catalogue of Life.